# Phrynobatrachus jimzimkusi
Phrynobatrachus jimzimkusi é uma espécie de anfíbio anuro da família Phrynobatrachidae. Está presente nos Camarões. A UICN classificou-a como em perigo de extinção.